# Проєктивно розширена числова пряма

Візулізація проєктивно розширеної числової прямої у вигляді кола.

Проєктивно розширена числова пряма — множина дійсних чисел {\displaystyle \mathbb {R} }, доповнена однією точкою, званою нескінченністю (проєктивною нескінченністю, беззнаковою нескінченністю, двосторонньою нескінченністю, нескінченно віддаленою точкою).
Нескінченно віддалену точку інтуїтивно можна розуміти як ототожнені додатну і від'ємну нескінченності. Це можна наочно продемонструвати, зобразивши множину дійсних чисел не на прямий, а на колі з однією виколотою точкою. Тоді нескінченність буде відповідати цій самій виколотій точці.
Проєктивно розширена числова пряма розширює числову пряму аналогічно тому, як розширена комплексна площина розширює комплексну площину.
Попри те, що термін розширена числова пряма зазвичай застосовують до множини дійсних чисел з двома знаковими нескінченностями, іноді його вживають і до проєктивно розширеної числової прямої. Тому для підкреслення їх відмінності числову пряму, доповнену двома нескінченностями, іноді називають афінно розширеною числовою прямою.
Проєктивно розширену числову пряму різні автори позначають як {\displaystyle \mathbb {R} ^{*}}, {\displaystyle \mathbb {R} _{\infty }}, {\displaystyle {\widehat {\mathbb {R} }}}. У цій статті використано позначення {\displaystyle {\widehat {\mathbb {R} }}}. Проєктивну нескінченність позначають як {\displaystyle \infty }, {\displaystyle \pm \infty }. Перше позначення також іноді використовують для позначення плюс нескінченності, але в цій статті його використано тільки стосовно проєктивної нескінченності.

## Порядок
На {\displaystyle {\widehat {\mathbb {R} }}} немає жодного природного лінійного порядку, оскільки немає ніякого природного способу визначити, більша нескінченність від деякого числа чи менша. Однак на {\displaystyle {\widehat {\mathbb {R} }}} визначено циклічний порядок. Його можна уявити як напрямок руху по колу від 0 до ∞ проходячи через 1. Тобто {\displaystyle [a,b,c]} якщо вони йдуть одне за одним під час руху вздовж кола в тому ж напрямку, в якому йдуть одне за одним 0, 1 і ∞. Таким чином, під час руху по цьому порядку від 0 ми проходимо за зростанням усі додатні числа, потім нескінченність, потім усі від'ємні, а потім знову 0.
Формально цей порядок визначається такими співвідношеннями:
{\displaystyle [a,b,c]\Leftrightarrow a<b<c}
{\displaystyle [\infty ,b,c]\Leftrightarrow b<c}
{\displaystyle [a,\infty ,c]\Leftrightarrow a>c}
{\displaystyle [a,b,\infty ]\Leftrightarrow a<b}
випадки, коли нескінченностей більше однієї, завжди хибні
Тут все {\displaystyle a,b,c\in \mathbb {R} }.
Циклічний порядок визначає на {\displaystyle {\widehat {\mathbb {R} }}} інтервали як множини вигляду {\displaystyle \{x|[a,x,b]\}} (окремо визначаються інтервали вигляду {\displaystyle {\widehat {\mathbb {R} }}\backslash \{a\}}). У звичайних позначеннях це можна переписати так:
Інтервалом у {\displaystyle {\widehat {\mathbb {R} }}} називається або множина вигляду {\displaystyle (a;b)}, або {\displaystyle (a;+\infty )\cup \{\infty \}\cup (-\infty ;b)} для деяких {\displaystyle a,b\in {\overline {\mathbb {R} }}}.
Відрізком у {\displaystyle {\widehat {\mathbb {R} }}} називається або множина вигляду {\displaystyle [a;b]}, або {\displaystyle \{\infty \}\cup (-\infty ;b]}, або {\displaystyle [a;+\infty )\cup \{\infty \}}, або {\displaystyle [a;+\infty )\cup \{\infty \}\cup (-\infty ;b]} для деяких {\displaystyle a,b\in \mathbb {R} }.
Напівінтервалом у {\displaystyle {\widehat {\mathbb {R} }}} називається або множина вигляду {\displaystyle (a;b]}, або {\displaystyle [a;b)}, або {\displaystyle [a;+\infty )}, або {\displaystyle (-\infty ;b]}, або {\displaystyle (a;+\infty )\cup \{\infty \}}, або {\displaystyle (-\infty ;b)\cup \{\infty \}}, або {\displaystyle (a;+\infty )\cup \{\infty \}\cup (-\infty ;b]}, або {\displaystyle [a;+\infty )\cup \{\infty \}\cup (-\infty ;b)} для деяких {\displaystyle a,b\in \mathbb {R} }.
Іноді для таких проміжків використовують звичайні позначення {\displaystyle (a,b),[a,b],(a,b]}, які розуміються в зазначеному вище сенсі. Тобто {\displaystyle (a,b)=\{x|[a,x,b]\}}, {\displaystyle [a,b]=(a,b)\cup \{a,b\}}, {\displaystyle (a,b]=(a,b)\cup \{b\}}, {\displaystyle [a,b)=(a,b)\cup \{a\}}, {\displaystyle a\neq b}. За таких позначень (з лівого боку рівності у визначеному вище сенсі, з правого — в звичайному) {\displaystyle (0,1)=(0,1)}, {\displaystyle (1,0)=(1,+\infty )\cup \{\infty \}\cup (-\infty ,0)}. Запис {\displaystyle (a,a)} визначається як {\displaystyle {\widehat {\mathbb {R} }}\backslash \{a\}}.

## Топологія
Циклічний порядок на {\displaystyle {\widehat {\mathbb {R} }}} визначає топологію: відкритою вважається множина, подавана у вигляді об'єднання інтервалів (інтервали розуміються у визначеному вище сенсі). Ця топологія є ніщо інше, як об'єднання відкритих множин {\displaystyle \mathbb {R} } з околами нескінченності.
ε-околом ∞ називається множина {\displaystyle \left({\frac {1}{\varepsilon }};+\infty \right)\cup \{\infty \}\cup \left(-\infty ;-{\frac {1}{\varepsilon }}\right)}. Будь-який окіл нескінченності містить деякий ε-окіл нескінченності.
Проколотим ε-околом ∞ називається множина {\displaystyle \left({\frac {1}{\varepsilon }};+\infty \right)\cup \left(-\infty ;-{\frac {1}{\varepsilon }}\right)}.
Без визначення інтервалів топологію на {\displaystyle {\widehat {\mathbb {R} }}} можна було б увести в такий спосіб. Визначимо проколотий окіл нескінченності, як деяку відкриту множину в {\displaystyle \mathbb {R} }, яка містить у собі деякий ε-окіл нескінченності. Тоді околом нескінченності назвемо проколотий окіл нескінченності з доданою до нього нескінченністю. Тоді топологія на {\displaystyle {\widehat {\mathbb {R} }}} це об'єднання топології {\displaystyle \mathbb {R} } із множиною околів нескінченності.
Проєктивно розширена числова пряма є компактним гаусдорфовим простором, гомеоморфним колу. Вона є одноточковою компактифікацією числової прямої і являє собою її компактифікацію Александрова.
В {\displaystyle {\widehat {\mathbb {R} }}} можна звично визначити границю при прямуванні аргументу до нескінченності {\displaystyle \lim _{x\to \infty }f(x)}. Також, запис {\displaystyle \lim _{\mathfrak {B}}f(x)=\infty } набуває звичного для нього в топології сенсу.
В {\displaystyle {\widehat {\mathbb {R} }}} існують деякі границі, які не існують в {\displaystyle \mathbb {R} } і навіть в {\displaystyle {\overline {\mathbb {R} }}}. Так, границя {\displaystyle \lim _{x\to 0}{\frac {1}{x}}} не існує в {\displaystyle \mathbb {R} } і в {\displaystyle {\overline {\mathbb {R} }}}, але існує в {\displaystyle {\widehat {\mathbb {R} }}} і дорівнює {\displaystyle \infty }. У свою чергу, якщо границя існує в {\displaystyle {\overline {\mathbb {R} }}}, то вона існує і в {\displaystyle {\widehat {\mathbb {R} }}}. При цьому, якщо межа в {\displaystyle {\overline {\mathbb {R} }}} скінчення, то в {\displaystyle {\widehat {\mathbb {R} }}} вона дорівнює тому ж значенню, а якщо нескінченна, то дорівнює {\displaystyle \infty }.

## Арифметичні операції
Стандартні операції в {\displaystyle \mathbb {R} } поширюються на {\displaystyle {\widehat {\mathbb {R} }}} за неперервністю. У багатьох випадках таке поширення неможливе, тому операції стають частково визначеними.
{\displaystyle a+\infty =\infty +a=\infty ,\quad a\neq \infty }
{\displaystyle \infty +\infty } — не визначено
{\displaystyle a-\infty =\infty -a=\infty ,\quad a\neq \infty }
{\displaystyle \infty -\infty } — не визначено
{\displaystyle a\cdot \infty =\infty \cdot a=\infty ,\quad a\neq 0}
{\displaystyle 0\cdot \infty ,\infty \cdot 0} — не визначено
{\displaystyle {\frac {\infty }{a}}=\infty ,\quad a\neq \infty }
{\displaystyle {\frac {a}{\infty }}=0,\quad a\neq \infty }
{\displaystyle {\frac {\infty }{\infty }}} — не визначено
{\displaystyle {\frac {a}{0}}=\infty ,\quad a\neq 0}
{\displaystyle {\frac {0}{0}}} — не визначено
{\displaystyle {\widehat {\mathbb {R} }}} одна з небагатьох структур, що допускають ділення на 0.

## Алгебричні властивості
Такі рівності означають: ліві частини або обидві не визначені, або рівні:
{\displaystyle {\begin{aligned}(a+b)+c&=a+(b+c)\\a+b&=b+a\\(a\cdot b)\cdot c&=a\cdot (b\cdot c)\\a\cdot b&=b\cdot a\\a\cdot \infty &={\frac {a}{0}}\\\end{aligned}}}
Такі рівності істинні, якщо їх права частина визначена:
{\displaystyle {\begin{aligned}a\cdot (b+c)&=a\cdot b+a\cdot c\\a=\left({\frac {a}{b}}\right)\cdot b&=\,\,{\frac {(a\cdot b)}{b}}\\a=(a+b)-b&=\,\,(a-b)+b\end{aligned}}}

## Проєктивні властивості
Проєктивно розширена числова пряма є проєктивною прямою, отриманою з афінної прямої {\displaystyle \mathbb {R} } додаванням нескінченно віддаленої точки. Проективні перетворення цієї прямої мають вигляд
{\displaystyle f(x)={\begin{cases}\displaystyle {\frac {ax+b}{cx+d}},&x\neq \infty \\\displaystyle {\frac {a}{c}},&x=\infty \end{cases}}\quad a,b,c,d\in \mathbb {R} ,\quad \left|{\begin{matrix}a&b\\c&d\end{matrix}}\right|\neq 0}
Такі перетворення називаються перетвореннями Мебіуса. Їх властивості багато в чому схожі на властивості їх комплексних аналогів:
- Множина перетворень Мебіуса з операцією композиції утворює групу.
- Для будь-яких двох трійок {\displaystyle x_{1},x_{2},x_{3},y_{1},y_{2},y_{3}\in {\widehat {\mathbb {R} }}}, у кожній з яких точки попарно різні, існує єдине перетворення Мебіуса, що переводить {\displaystyle x_{1},x_{2},x_{3}} в {\displaystyle y_{1},y_{2},y_{3}}.
- Функція є перетворенням Мебіуса тоді й лише тоді, коли вона зберігає ангармонічне відношення.
- Функція є перетворенням Мебіуса тоді і лише тоді, коли її можна подати у вигляді композиції відбиттів та інверсій.